# Vrlika
Vrlika (italienska: Verlicca) är en stad i Kroatien. Centralorten har 959 och kommunen 2 705 invånare (2001). Vrlika ligger i regionen Zagora i det dalmatiska inlandet i Split-Dalmatiens län. Närmaste större orter är Sinj, Knin och Drniš.

## Orter i kommunen
Vrlika utgör huvudorten i kommunen med samma namn. I kommunen finns förutom Vrlika följande 8 orter: Garjak, Ježević, Koljane, Kosore, Maovice, Otišić, Podosoje och Vinalić.

## Historia
Arkeologiska fynd från stenåldern (cirka 30 000 år f.Kr.) har påträffats i området där Vrlika ligger. Även gravfynd från Cetinakulturen (cirka 1 900-1 600 f.Kr.) har hittats i stadens omgivningar vilket tyder på att området tidigt var befolkat. Under den sena bronsåldern befolkades området av den illyriska folkstammen Dalmaterna. Dessa besegrades av romarna år 9. I samband med Romarrikets försvagande härjades området av goterna. Gravfynd tyder på att slaver (dagens kroater) slog sig ner i området under 600-talet.
Staden Vrlika finns omnämnd i ett dokument daterat 1185. Staden kallas i detta dokument för Vrh Rika. 1425 påbörjade osmanerna en serie av återkommande anfall mot staden och dess omgivningar. 1522 lyckades de helt inta staden och dess befolkning antingen tvångsislamiserades eller tog sin tillflykt till andra områden. 1688 befriades staden av republiken Venedig och osmanerna drevs tillbaka. 1714-1718 hölls staden kortvarigt av osmanerna som därefter drevs tillbaka permanent.
Sedan republiken Venedig fallit ockuperades staden av Napoleon och hans franska styrkor 1805-1814. Därefter tillföll staden kejsardömet Österrike och i förlängningen Österrike-Ungern fram till första världskrigets slut 1918. 1875 besöktes staden av kejsaren Frans Josef I av Österrike som i sin dagbok noterade sina intryck från besöket.

## Kända personligheter från Vrlika
- Milan Begović, kroatisk författare